# تاهیتیایی‌ها
تاهیتیایی‌ها (به فرانسوی: Tahitiens) یا مائوهی‌ها 

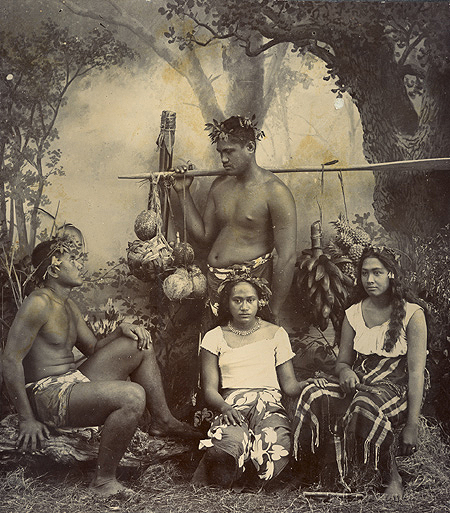
تاهیتیایی‌ها در حدود سالهای ۱۸۷۰ الی ۱۸۹۰

(به تاهیتیایی: Māʼohi)، مردم بومی پلی‌نزیایی‌تبار تاهیتی و سیزده جزیره دیگر در
جزایر انجمن واقع درپلینزی فرانسه هستند. جمعیت در نظر گرفته شده این افراد همچنین ممکن است شامل باشندگان مدرن این جزایر با اجداد مختلط پلی نزیایی و فرانسوی‌تبار(به فرانسوی: demis) باشد. تاهیتیایی‌ها پس از مائوری‌ها، ساموایی‌ها و بومیان هاوایی، بزرگ‌ترین گروه قومی درمیان مردمان پُلی‌نزیایی هستند.

## سابقه تاریخی

### دوره و آداب و رسوم پیش از وروداروپائیان
اولین مهاجران  پُلی‌نِزیایی در حدود سال ۴۰۰ پس از میلاد، دریانوردان و مهاجرانی ساموایی بودند که از طریق جزایر کوک وارد تاهیتی شدند. در طول نیم قرن، روابط زیادی بین جزایر به همراه تجارت، و ازدواج وجود داشت. در پی این مهاجرت‌ها گسترده زندگی مردمان پُلی‌نِزیایی تا جزایر هاوایی و از آنجا تا راپانوئی توسعه یافت.
مردمان مستقرشده در تاهیتی، زمین‌ها را برای کشت روی خاک‌های حاصلخیز آتشفشانی پاکسازی کرده و بَلَم‌های ماهیگیری ساختند. اولین ابزارهای کشف شده از ایشان از سنگ، استخوان، صدف یا چوب ساخته شده بود.
مردمان تاهیتی به سه طبقه اجتماعی (کاست)طبقه‌بندی می‌شدند. اشراف و برگزیدگان (آری) 
(به تاهیتیایی: ariʼ)، راآتیرا 
(به تاهیتیایی: raʼatira) و ماناهونه 
(به تاهیتیایی: manahune).
تعداد افراد طبقه اجتماعی اشراف و برگزیدگان (آری) به نسبت اندک شمار بود، در حالی که ماناهونه‌ها بخش عمده ای از جمعیت را تشکیل داده و شامل افرادی را شامل می‌شد که نقش‌های اساسی در جامعه داشتند.
تخمین زده شده که در زمان اولین تماس با اروپایی‌ها در سال ۱۷۶۷، جمعیت تاهیتی به احتمال زیاد حدود ۱۱۰٬۰۰۰ بوده یا حتی به ۱۸۰٬۰۰۰ نفر رسیده باشد. سایر جزایر انجمن احتمالاً ۱۵٬۰۰۰ الی ۲۰٬۰۰۰ نفر را در خود جای داده بودند.
بومیان تاهیتی شبانه روز را به دو دوره روشنایی روز 
(به تاهیتیایی: ao)و تاریکی 
(به تاهیتیایی: pō) تقسیم نموده بودند. همچنین مفهومی از هراس‌های شدید به نام مِه‌ها مِه‌ها 
(به تاهیتیایی: mehameha) در میان ایشان وجود داشت که به عنوان احساسات عجیب و غریب ترجمه شده است.پزشکان بومی با گیاه دارویی آشنا بودند که تائاتا رائو 
(به تاهیتیایی: taʼata rāʼau )یا تائاتا راپائو
(به تاهیتیایی: taʼata rapaʼau) نامیده می‌شدند. در قرن نوزدهم طب اروپایی در میان بومیان تاهیتی رواج یافته و به طب سنتی ایشان افزوده شد. مشهورترین پزشک سنتی در تاهیتی، تیورای
(به تاهیتیایی: Tiurai)، از اشراف و برگزیدگان (آری) 
(به تاهیتیایی: ariʼ)بود، در سن ۸۳ سالگی در جریان شیوع آنفلوآنزا در تاهیتی در سال ۱۹۱۸ درگذشت.

### دوران استعمار

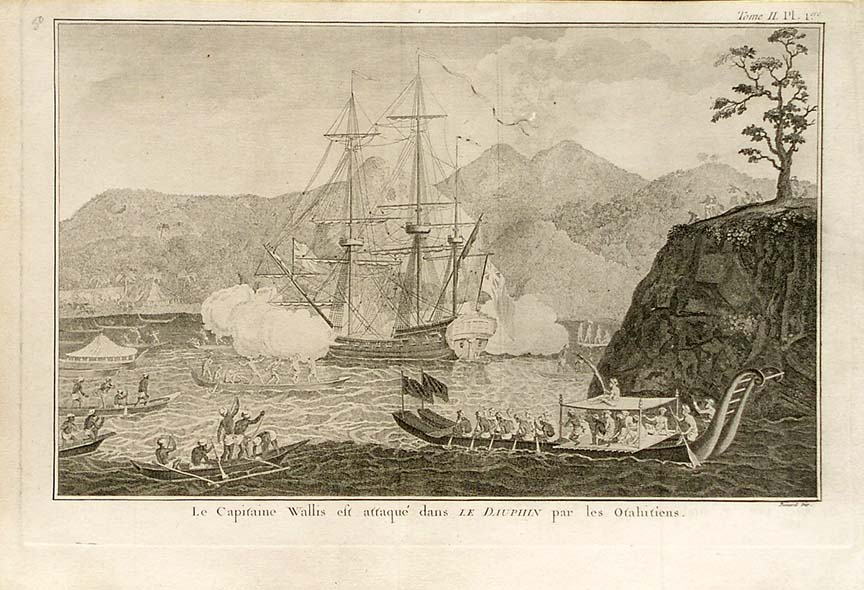
ناوچه
اچ‌ام‌اس دلفین به فرماندهی ساموئل والیس در سال ۱۷۶۷ در آبهای ساحلی تاهیتی

استعمار تاهیتی در زمان رقابت بر سر منابع واقع در اقیانوس آرام، مابین کشورهای استعمارگر اروپایی از جمله فرانسه و بریتانیا رخ داد. همچنین در این زمان بین مردمان تاهیتی و جزایر مجاور جنگ و رقابت وجود داشت.مشخص نیست که کدام کشتی اروپایی برای اولین بار به جزیره تاهیتی رسیده است، اما اغلب ناوچه اچ‌ام‌اس دلفین، به فرماندهی کاپیتان بریتانیایی ساموئل والیس در ۱۸ ژوئن ۱۷۶۷ (۲۷ خرداد ۱۱۴۶ خورشیدی) به این عنوان شناخته می‌شود. او ابتدا توسط گروهی از مردم تاهیتی، مورد استقبال قرار گرقته و ایشان با وی به تجارت پرداختند. اما تفاوت‌های فرهنگی منجر به خطاها و سوتفاهمات فاحشی در ارتباط مابین بریتانیایی‌ها و اهالی جزیره شد که منجر به نبردی در
خلیج ماتاوای بین بومیان تاهیتی با سیصد قایق جنگی و ناوچه اچ‌ام‌اس دلفین شد. که نهایتاً بریتانیایی‌ها، از ناوچه با توپ و تفنگ به قایق‌های تاهیتیایی‌ها شلیک نمودند. رئیس بومیان تاهیتی اوبریا (پورئا) پس از این نبرد، از طرف مردم خود تقاضای ترک مخاصمه نمود و در ۲۷ ژوئیه ۱۷۶۷، وقتی والیس تاهیتی را ترک نمود، بین بریتانیایی‌ها و تاهیتیایی‌ها، روابط صلح آمیز برقرار بود. چند ماه بعد فرانسوی‌ها در ۲ آوریل ۱۷۶۸ با دو کشتی بودوز و اِتوال به فرماندهی لویی آنتوان دو بوگَنویل، وارد تاهیتی شدند.

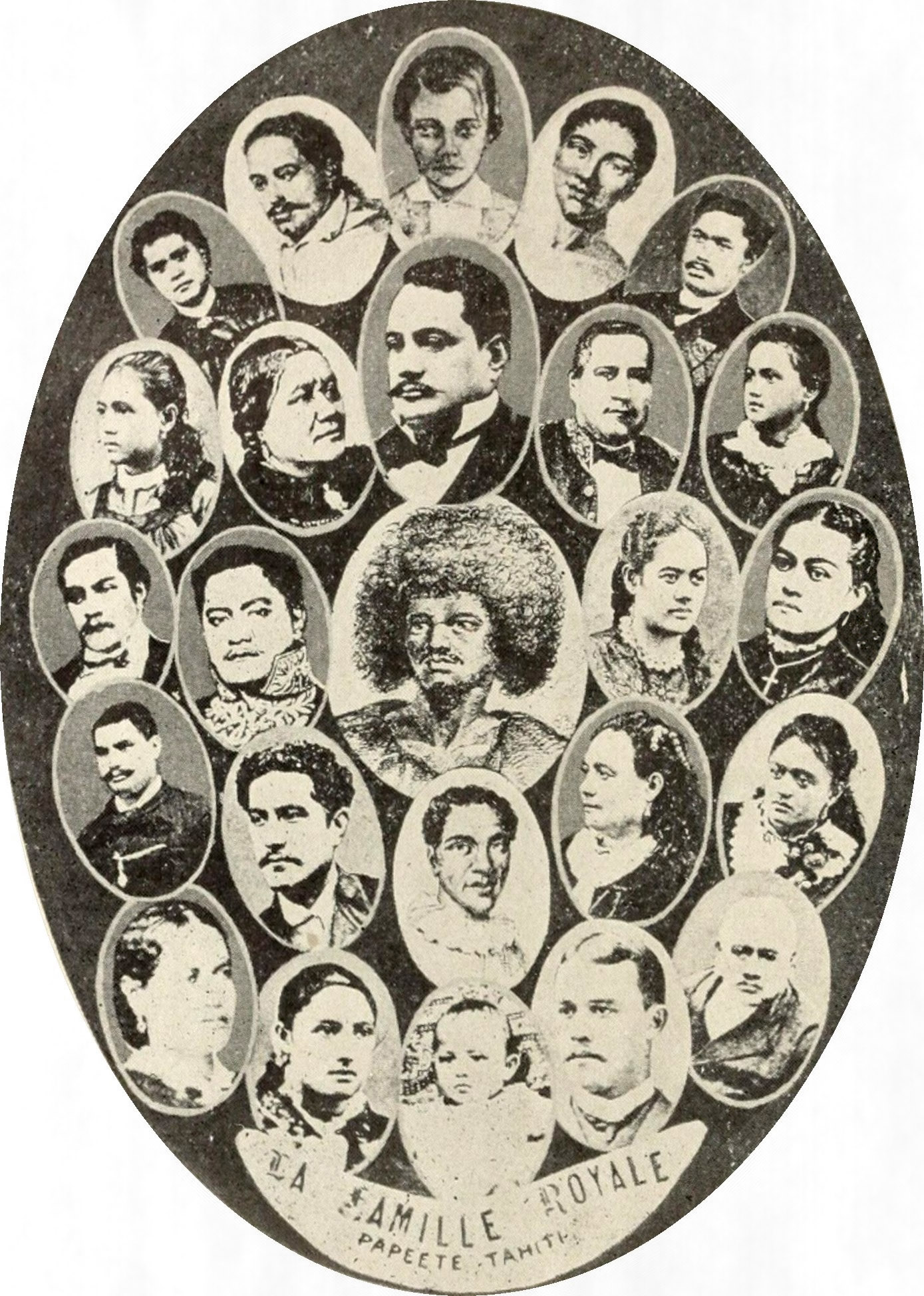
تصویری موتتاژ شده از اعضای خاندان پادشاهی پوماره

در دهه ۱۷۹۰ شکارچیان نهنگ اروپایی به تاهیتی پا گذاشتند، ایشان با خود الکل، فحشا و میسیونرها (مبلغبن مذهبی) را به همراه داشتند. در دهه ۱۸۲۰ پروتستانتیسم مذهب غالب در تاهیتی شد. کشتی‌های اروپایی هچنین مصیبت‌هایی را برای این جزیره نشینان به ارمغان آوردند، بیماریی همانند اسهال خونی، آبله، مخملک، حَصْبه، بیماری‌های مقاربتی و سل که بدن بومیان تاهیتی برای مقابله با آن‌ها فاقدمصونیت اکتسابی بوده یا مصونیت کمی داشت.در نتیجه این تغییرات جمعیت تاهیتی از ۱۱۰٬۰۰۰ نفر در سال ۱۷۶۷ زمانی که کشتی اچ‌ام‌اس دلفین به جزیره رسید، به ۱۵٬۳۰۰ نفر در سال ۱۸۳۰ کاهش یافت. در سرشماری سال ۱۸۸۱ جمعیت بومیان تاهیتی ۵٬۹۶۰ نفر ثبت شد. نرخ رشد جمعیت بعداً با وجود چند همه‌گیری دیگر بهبود یافت.
در سالهای ۱۷۹۰ دودمان پوماره در تاهیتی به قدرت رسیده و پادشاهی تاهیتی را ایجاد نمودند، بنیانگذار این سلسله پوماره یکم حکمرانی خان‌سالار در تاهیتی بود که دارای روابط خوبی با بریتانیایی‌ها بود. ناخدایان بریتانیایی که به تاهیتی رسیدند ادعای وی را برای اعمال هژمونی بر تاهیتی پذیرفتند. ایشان به وی تفنگ و اسلحه آتشین داده و با وی به تجارت پرداخته و از وی در جنگ‌هایش حمایت نمودند. دریانورد معروف بریتانیایی کاپیتان جیمز کوک در آخرین دوره اقامتش در تاهیتی در حدود سال ۱۷۷۷، در چند نبردی که پوماره اول با رقبایش داشت از وی حمایت نموده و باعث برتری وی شد.
در ۲۹ ژوئن ۱۸۸۰، پوماره پنجم پادشاه وقت تاهیتی حاکمیت آن جزیره و وقلمروهای وابسته آن را به دولت فرانسه واگذار نمود، پس از آن توسط دولت فرانسه به او بعضی امتیازات و مستمری مادام العمر۱۲٬۰۰۰ فرانک در سال را، اعطا نمود.در ۹ سپتامبر ۱۸۴۲ قراردادی بین دولت‌های پادشاهی تاهیتی و
فرانسه امضا شده بود. قرارداد مذکور مبنی بر «حمایت از اموال و دارایی‌های سکنه بومی و حفظ نظام قضایی سنتی ایشان» بود.
در سال ۱۹۵۸، نحوه حاکمیت جزایر این منطقه از جمله تاهیتی در یکی از قلمروهای فرادریایی فرانسه، مجدداً سازماندهی شده به نام پلی‌نزی فرانسه نامگذاری گردید.
در سال ۲۰۱۳، سازمان ملل متحد پلی‌نزی فرانسه را در فهرست سرزمین‌هایی قرار داد که لازم است، استعمارزدایی شوند.

### دوران مدرن

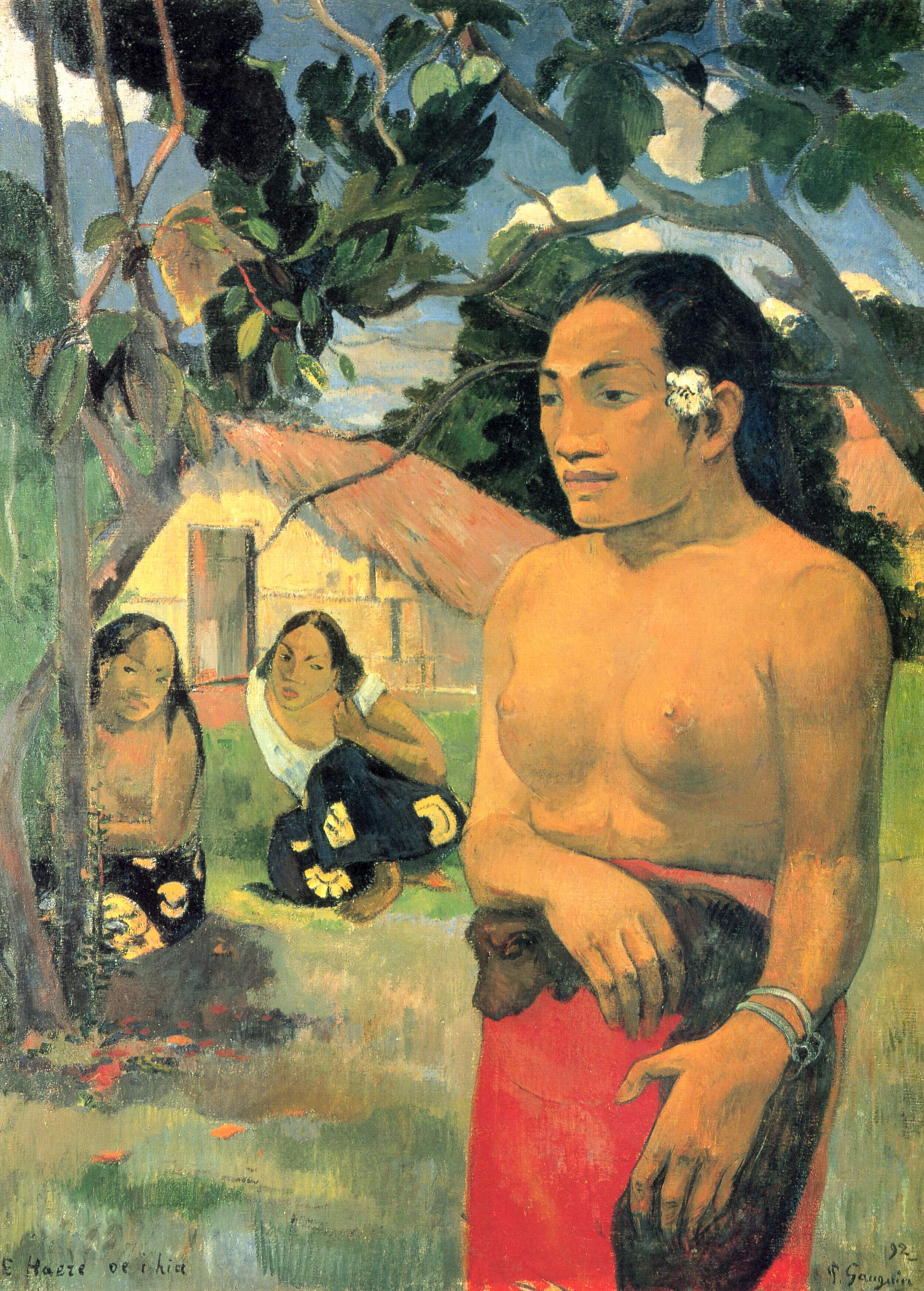
Ea haere ia oe (به کجا می‌روی؟) اثر پل گوگن

سیصد نیروی داوطلب تاهیتیایی‌ به ارتش آزادی‌بخش فرانسه پیوسته و در
جبهه اروپایی جنگ جهانی دوم جنگیدند.
تصاویر زیادی از زندگی بومیان تاهیتی توسط پل گوگن نقاشی شده‌اند که به آثارش نام‌هایی به زبان تاهیتیایی می‌داد.
برای مثال، درEa haere ia oe (به کجا می‌روی؟)، یک دختر جوان متفکر، یک گل سفید یاس تاهیتی را پشت گوش چپ خود قرار می‌دهد، که نشان دهنده آمادگی او برای داشتن یک معشوق است.
تاهیتیایی‌ها شهروند فرانسه هستند و دارای سه نماینده منتخب، یکی در مجلس ملی فرانسه و دو نماینده در  مجلس سنای فرانسه هستند. تاهیتیایی‌ها در همه انتخابات مهم کشور فرانسه با حق رأی عمومی بزرگسالان رأی می‌دهند.